# Zurab Ciklauri
Zurab Siergiejewicz Ciklauri, ros. Зураб Сергеевич Циклаури (ur. 3 czerwca 1974 w Kujbyszewie) – rosyjski piłkarz pochodzenia gruzińskiego, grający na pozycji napastnika.

## Kariera piłkarska

### Kariera klubowa
Wychowanek Łokomotiwu Kujbyszew oraz DJuSSz-9 w Kujbyszewie. W 1993 rozpoczął karierę piłkarską w miejscowym klubie Krylja Sowietow Samara. Jednak nie potrafił przebić się do podstawowego składu i następne półtora roku spędził w SKD Samara. W 1995 powrócił do Krylji Sowietow. W 2001 przeszedł do Urałanu Elista, w którym grał przez następne 5 lat. Potem występował w klubach Ałanija Władykaukaz i Łucz-Eniergija Władywostok. W 2004 roku zakończył karierę piłkarską w drugoligowym klubie Junit Samara.

## Kariera zawodowa
Po zakończeniu kariery piłkarskiej założył organizację pozarządową "Skrzydła Nadziei", w której pracuje na stanowisku Prezesa. Również pracuje jako zastępca dyrektora klubu Krylja Sowietow Samara ds. juniorskiej piłki nożnej.

## Sukcesy i odznaczenia

### Sukcesy klubowe
- mistrz Rosyjskiej Pierwszej Dywizji: 2005
- wicemistrz Rosyjskiej Pierwszej Dywizji: 2001